# Russische Badmintonnationalmannschaft
Die russische Badmintonnationalmannschaft repräsentiert Russland in internationalen Badmintonwettbewerben. Die Mannschaft tritt als reines Männerteam (Thomas Cup), reines Frauenteam (Uber Cup) oder als gemischte Mannschaft (Sudirman Cup) auf. Das Team untersteht der Nationalen Badminton-Föderation Russlands, welche ihren Sitz in Moskau hat.

## Teilnahmen an Welt- und Kontinentalmeisterschaften
- Sudirman Cup 1993 – 11.
- Sudirman Cup 1995 – 9.
- Sudirman Cup 1997 – 11.
- Sudirman Cup 1997 – 14.
- Sudirman Cup 2001 – 18.
- Sudirman Cup 2005 – 15.
- Sudirman Cup 2007 – 15.
- Sudirman Cup 2009 – 10.
- Uber Cup 2010 – Viertelfinale

## Bekannte Spieler und Spielerinnen
| Herren - Vladimir Malkov - Vladimir Ivanov - Ivan Sozonov - Stanislav Pukhov - Alexander Nikolajenko - Vitali Durkin | Damen - Ella Diehl - Tatjana Bibik - Olga Golovanova - Anastasia Prokopenko - Nina Vislova - Valeria Sorokina |